# Альберто ди Маласпина
Альберто ди Маласпина (упом. 1160/1165-1206/1212), называемый также Альберто Моро («Мавр») и lo marches putanier («блудливый маркиз»), представитель знаменитой семьи Маласпина, сеньоров Северной Италии. Трубадур и покровитель трубадуров. Альберто оспаривает у Пейре де ла Каравана звание первого из итальянских трубадуров, писавшиъ на окситанском языке.
Сын Обиццио I Великого, был женат на дочери (её имя неизвестно) Вильгельма V Монферратского. Его шурин Бонифаций Монферратский и его племянники Коррадо (Конрад) и Гульельмо (Вильгельм) были щедрыми покровителями трубадуров. Маркиз слыл храбрецом, изысканным и образованным сеньором. Знаменит он был также своими любовными похождениями. В шутливой тенсоне с маркизом (Ara'm digatz Raimbaut, si vos agrada) Раймбаут де Вакейрас обвиняет Альберто в грабеже купеческих караванов из Генуи и сообщает о вражде того с семьёй де Мар. В ответ Маласпина насмехается над любовной неудачей Пейре с некоей тортонской дамой и сетует, что трубадур обходится ему слишком дорого. Это единственная сохранившаяся песня Альберто ди Маласпины, однако автор его вида с похвалой упоминает его куплеты, кансоны, и сирвенты.
Некоторые исследователи отождествляют супругу Альберто с женщиной-трубадуром по имени Изабелла.